# Ines Diers
Ines Diers, född 2 november 1963 i Rochlitz i Sachsen, är en före detta östtysk simmare.
Diers blev olympisk guldmedaljör på 400 meter frisim vid sommarspelen 1980 i Moskva.